# الحزب البيئي لتنمية بوركينا
الحزب البيئي لتنمية بوركينا (بالفرنسية: Parti Écologiste pour le Développement du Burkina)‏ هو حزب سياسي في بوركينا فاسو (فولتا العليا سابقًا) تأسس عام 2003.
يعقوب توري هو رئيس الحزب. الحزب عضو في اتحاد أحزاب الخضر بأفريقيا.